# الجوني ضهر
الجوني ضهر (بالنرويجية البوكمول: Juni Dahr)‏ هي ممثلة نرويجية، ولدت في 29 يونيو 1953 بأوسلو في النرويج. من الجوائز التي نالتها Telenor Culture Award ‏ سنة 2000.

## جوائز
- Telenor Culture Award [الإنجليزية]‏ (2000)

## وصلات خارجية
- الجوني ضهر على موقع IMDb (الإنجليزية)
- الجوني ضهر على موقع ميوزك برينز (الإنجليزية)
- الجوني ضهر على موقع قاعدة بيانات الأفلام السويدية (السويدية)
- الجوني ضهر على موقع قاعدة بيانات الفيلم (الإنجليزية)